# АЭС «Синоп»

АЭС «Синоп» — проект строительства атомной электростанции (АЭС) в Турции на берегу Чёрного моря около города Синоп. Станция должна стать второй АЭС в стране после АЭС «Аккую»
Технико-экономическое обоснование строительства объекта выполняется консорциумом в составе французской компании Areva, японской Mitsubishi Heavy Industries и турецкой государственной компании «EUAS». Стоимость проекта первоначально составлял 22 млрд долларов США.
Предполагалось, что четыре энергоблока  с общей мощностью 4800 МВт на PWR типа реакторах поколения "III+" (три плюс) Atmea I будет строиться  консорциумом Mitsubishi и Framatome по схеме BOO (build-own-operate). Правительство намечало первый энергоблок ввести в эксплуатацию в 2025 году, а последний — в 2028 году.
Проект был одобрен на уровне премьер-министров Турции и Японии 3 мая 2013 года. Альтернативным проектом было предложение от Китая.
Данный проект вызывает опасения у жителей Черноморского побережья РФ и экологов.
Летом 2018 года «Mitsubishi Heavy Industries» представила турецкому правительству окончательную смету по данном проекту . Сумма сметы за время переговоров выросла вдвое, до $44 млрд, из-за расходов на системы безопасности. Увеличение произошло из-за усиления требований безопасности после аварии на «Фукусима-1» в 2011 году, а также в связи с падением курса турецкой лиры. Стороны не смогли достичь компромисса по ряду пунктов, касающихся финансирования и стоимости электроэнергии после введения АЭС в эксплуатацию. В связи с этим, концерн намерен отказаться от участия в строительстве АЭС в турецком городе Синоп.
В октябре 2021 года президент Турции Реджеп Тайип Эрдоган в ходе встречи в Сочи предложил президенту РФ Владимиру Путину подумать над строительством еще двух АЭС российского проекта, а именно в АЭС в Синопе и АЭС в Игнеаде. Пресс служба президента РФ лишь подтвердила журналистам факт разговора о строительстве еще двух АЭС в Турции.